# Злобин, Антон Игоревич
Антон Игоревич Злобин (род. 22 февраля 1993, Москва) — российский хоккеист, нападающий.

## Биография
Воспитанник московского «Спартака», в составе которого прошёл все этапы становления, вплоть до выпуска из СШОР. На драфте юниоров КХЛ 2010 года был выбран в первом раунде под общим 20-м номером, московским «Динамо». После драфта уехал в клуб главной юниорской лиги Квебека (QMJHL) «Шавиниган Катарактс». В сезоне 2011/12 выиграл Мемориальный кубок. Был выбран на драфте НХЛ 2012 года в 6 раунде под общим 173-м номером командой «Питтсбург Пингвинз».
Отыграв ещё один сезон в QMJHL за команду «Валь-д’Ор Форёрз», перебрался в систему выбравшего его на драфте «Пингвинз», однако в НХЛ дебютировать так и не удалось и на протяжении трёх сезонов он выступал за аффилированные клубы: «Уилкс-Барре/Скрэнтон Пингвинз» из АХЛ и «Уилинг Нэйлерз» из Хоккейной лиги Восточного побережья (ECHL). Закрепиться за океаном не получилось из-за обилия травм, которые преследовали хоккеиста, а также из-за туманных перспектив в дальнейшей карьере и было принято решение вернуться в Россию, в систему московского «Динамо».
В сезоне 2016/2017 начал выступать в составе балашихинского «Динамо» и завоевал с командой Кубок Бра́тина — главный трофей ВХЛ.
В сезоне 2017/2018 Злобин дебютировал в КХЛ, в составе уже столичного «Динамо», однако считался игроком ротации и большую часть времени проводил в фарм-клубе «динамовцев» — воронежском «Буране». По такому же сценарию продолжился и сезон 2018/2019, по ходу которого он вернулся в родной «Спартак», где сразу стал игроком основного состава. Первый гол в КХЛ Злобин забросил 23 января 2019 года, в ворота череповецкой «Северстали». Параллельно с играми за «Спартак» вызывался в фарм-клуб — воскресенский «Химик».

## Достижения
- Обладатель Мемориального Кубка в сезоне 2011/2012 в составе «Шавиниган Катарактес»
- Обладатель Кубка Бра́тина 2016/2017 в составе «Динамо» (Балашиха)